# تروی براسنن
تروی براسنن (انگلیسی: Troy Brosnan؛ زادهٔ ۱۳ ژوئیهٔ ۱۹۹۳) دوچرخه‌سوار اهل استرالیا است.
وی در مسابقات کشوری و بین‌المللی در مجموع برندهٔ ۲ مدال طلا، ۱ مدال برنز شده‌است.